# Teléfono de viento
El Teléfono de viento (風の電話, Kaze no denwa)  es una escultura artística que consiste en una cabina telefónica situada en el pueblo de Ōtsuchi (Japón). Esta no está conectada a ninguna red tradicional, y su propósito es que los visitantes pueden mantener conversaciones unidireccionales con personas fallecidas. Inicialmente creado por el diseñador de jardines Itaru Sasaki en 2010 para ayudarlo a sobrellevar la muerte de su primo, se abrió al público al año siguiente después de que el terremoto y el tsunami de Tōhoku de 2011 mataran a más de 15 000 personas en la región de Tōhoku. Desde entonces, el teléfono de viento ha recibido más de 30.000 visitantes. Se han construido varias réplicas en todo el mundo y ha servido de inspiración para varias novelas y películas.

## Origen y descripción
En 2010, Itaru Sasaki, un diseñador de jardines de Ōtsuchi, se enteró de que su primo tenía cáncer terminal y le quedaban tres meses de vida. Después de la muerte de su primo, Sasaki instaló una vieja cabina telefónica en su jardín en diciembre de 2010, para seguir sintiéndose conectado con él "hablando" con él por teléfono. Según Sasaki, el teléfono de viento no fue diseñado con ninguna connotación religiosa específica, sino como una forma de reflexionar sobre su pérdida. En una entrevista, declaró: "Debido a que mis pensamientos no podían transmitirse a través de una línea telefónica normal, quería que los llevara el viento".
El teléfono de viento es una cabina telefónica blanca con paneles de vidrio que contiene un teléfono de disco giratorio negro desconectado en un estante de metal. Se coloca una libreta al lado del teléfono para mensajes de recuerdo. El stand está en una colina que domina Ōtsuchi.

## Apertura pública

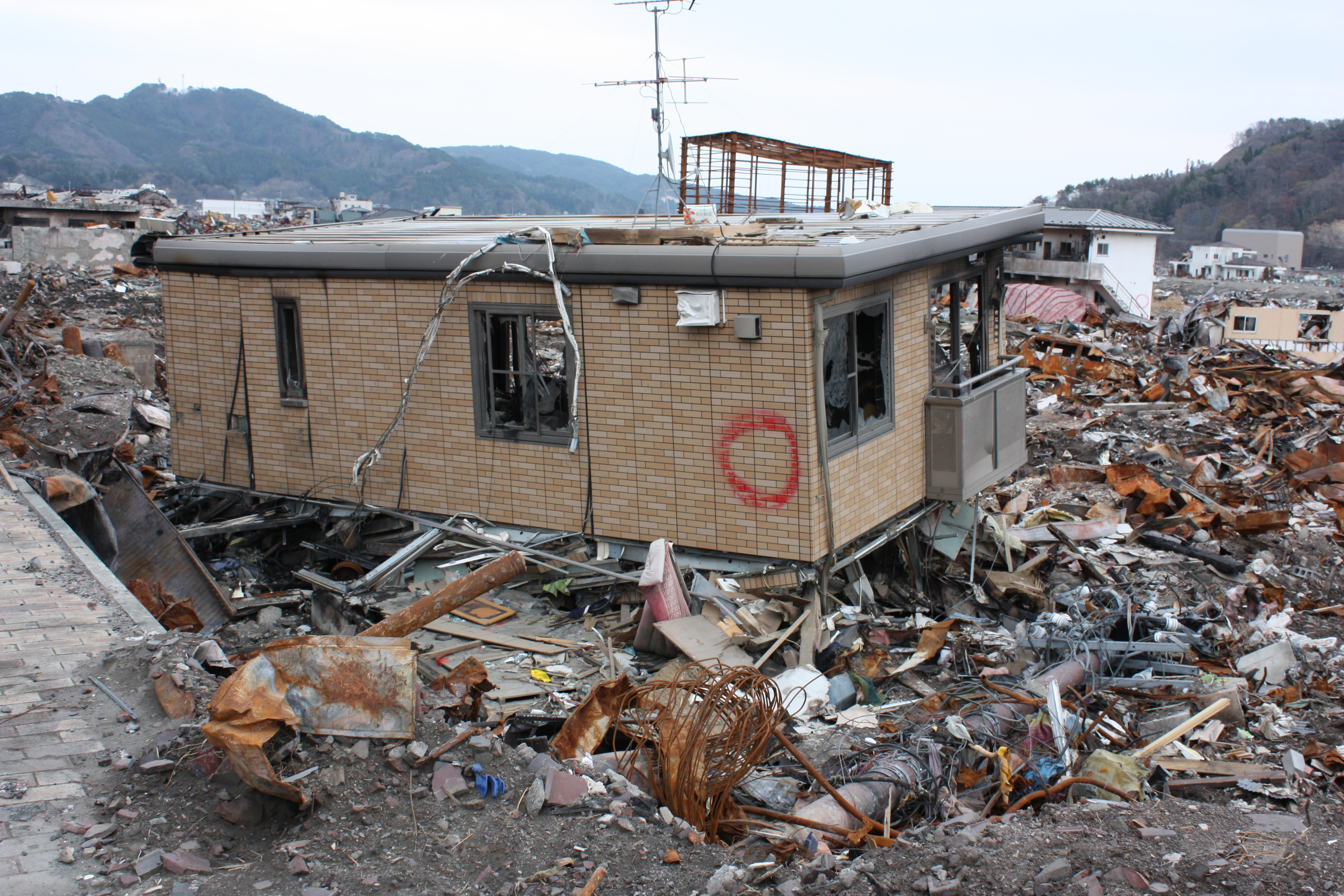
Daños a un edificio en Ōtsuchi tras el tsunami de 2011

El tsunami de Tōhoku de 2011 provocó la muerte de más de 15 000 personas en la región de Tōhoku, incluidas más de 1200 personas en Ōtsuchi (alrededor del 10 % de la población de la ciudad). Posteriormente, Sasaki abrió el teléfono de viento al público para permitir que los visitantes llamaran a sus amigos y familiares que habían muerto en el desastre. Desde entonces ha sido visitado por más de 30 000 personas.
El 7 de enero de 2017, fuertes vientos volaron el techo del teléfono de viento y rompieron las puertas de vidrio. Los carpinteros locales, incluidos los que habían visitado previamente el teléfono de viento, rápidamente se ofrecieron como voluntarios para repararlo el 10 de enero, y el teléfono de viento se reabrió al día siguiente. En abril de 2018, Sasaki anunció que las partes de madera y metal del stand se estaban deteriorando debido al tiempo y la corrosión, incluso después de una nueva capa de pintura, y que esperaba reemplazar el antiguo stand por uno de aluminio resistente a la corrosión. La gente respondió con donaciones por un total de alrededor de un millón de yenes, y Sasaki instaló la cabina de aluminio más resistente en agosto de 2018.

## Réplicas

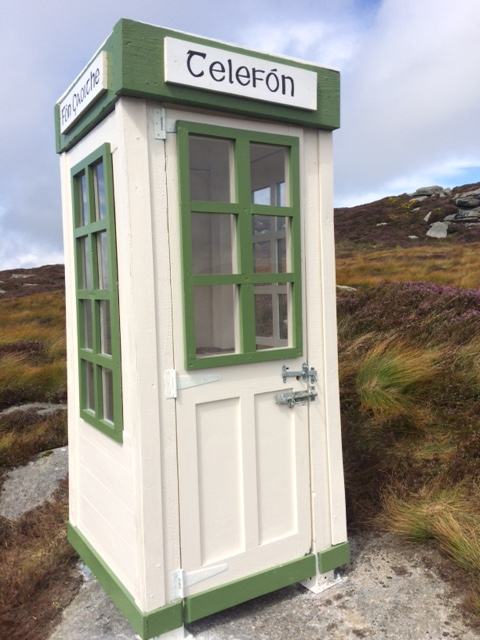
Teléfono de viento en Irlanda, en 2017

Se han construido varias réplicas del teléfono de viento Ōtsuchi en todo el mundo. En Oakland, California, el artista local Jordan Stern construyó un teléfono de viento en febrero de 2017 para conmemorar a las 36 personas que murieron en el incendio del almacén de Ghost Ship, incluido su amigo. Según Stern, el propósito del teléfono de viento era consolar a "un campo de personas en duelo en Oakland".
Altrúchas, un colectivo de arte anónimo con sede en Dublín, Irlanda instaló un teléfono de viento (fón gaoithe) en la cima de Two Rock Mountain en agosto de 2017. El teléfono de viento, que se construyó con materiales recuperados, se instaló sin permiso; en ese momento, Altrúchas afirmó que planeaban "mantenerlo indefinidamente". Fue destruido por razones desconocidas menos de dos semanas después de su instalación. En un comunicado, Altrúchas dijo que la destrucción fue "una declaración fuerte de personas a las que no les gustó el proyecto", pero que no dejarían que "le quitara la positividad".
Tomohiko y Kazuko Kutsuna, una pareja casada en Tahara, Prefectura de Aichi, Japón, instalaron una réplica pintada de rojo en 2018. Su cabina telefónica, llamada "teléfono de la brisa marina" (shiokaze no denwa), fue construida en memoria de una de las alumnas de Kazuko, una mujer de 18 años que se suicidó en 2009.

Se han colocado teléfonos de viento adicionales en Massachusetts, Carolina del Norte, Colorado, Columbia Británica, a lo largo del sendero de los Apalaches en Fahnestock State Park, Nueva York, y en Wilber Park en Oneonta, Nueva York.
Se puede encontrar también un "Teléfono del Viento" en Francia, en la entrada del pequeño pueblo de Rouillac, cerca de la ciudad de Montcuq en el departamento de Lot (46), en el Camino de Santiago de Compostela, el GR65.

## En la cultura

### Literatura
Sasaki, el creador del teléfono de viento Ōtsuchi, escribió un libro de reflexiones titulado Kaze no Denwa – Daishinsai Kara Rokunen, Kaze no Denwa o Tooshite Mieru Koto (El teléfono del viento: lo que he visto a través del teléfono en los seis años desde el Terremoto) en 2017. El libro fue publicado por Kazama Shobo.
La novela de 2020 The Phone Box at the Edge of the World de la escritora italiana Laura Imai Messina cuenta la historia de una mujer que pierde a su familia en el tsunami de Tōhoku y viaja al teléfono del viento, donde conoce a un viudo y a su hija que han experimentado pérdidas similares. La novela se inspiró en la visita de Messina al teléfono de viento Ōtsuchi en 2011.
The Phone Booth in Mr. Hirota's Garden, una novela de 2020 de la escritora canadiense Heather Smith, es una versión ficticia de los orígenes del teléfono de viento. Según Smith, se inspiró en un pódcast de la NPR sobre el teléfono de viento e intercambió correos electrónicos con Sasaki durante el proceso de escritura, afirmando que "fue emocionante recibir su bendición y un honor compartir su hermoso enfoque del duelo a través de este libro."

### Cine
El cortometraje austriaco de 2019 The Wind Phone, escrito y dirigido por Kristin Gerweck, sigue a siete extraños ficticios que visitan el teléfono de viento japonés. Gerweck escribió el guion cuando se enteró del teléfono de viento después de la muerte de su abuela y dijo: "Estaba intrigada por las realidades emocionales que podrían surgir en este espacio de duelo metafísico y así comencé mi viaje para traducir esta hermosa historia a la pantalla".
Voces en el viento (風の電話 Kaze no Denwa) es una película dramática japonesa de 2020 sobre una estudiante de secundaria ficticia que perdió a su familia en el tsunami de Tōhoku y regresa a su ciudad natal para visitar el teléfono del viento años después. El director Nobuhiro Suwa, quien regresó a Japón para filmar, declaró: "Al ir allí ocho años después, no se puede ver gran parte del daño, se ha reconstruido. Pero los sentimientos de la gente no se han reparado."